# Resistenza olandese

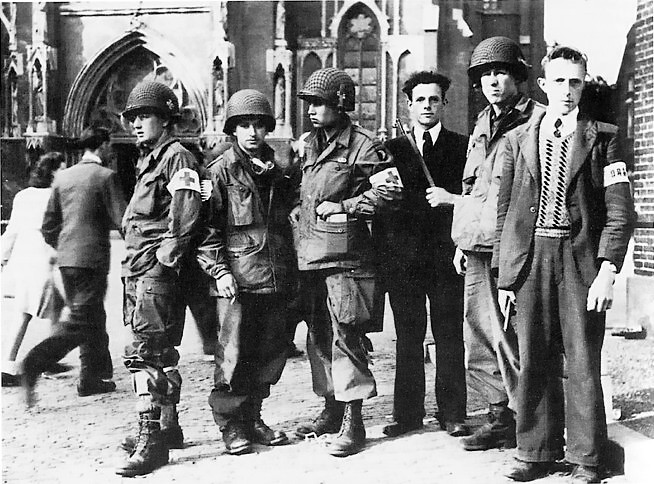
Membri della resistenza olandese di Eindhoven con soldati della 101ª Divisione Aviotrasportata davanti alla cattedrale di Eindhoven durante l'Operazione Market Garden nel settembre 1944.

La resistenza olandese all'occupazione nazista, durante la seconda guerra mondiale, si sviluppò lentamente, ma il suo controspionaggio, il sabotaggio e la rete di comunicazioni fornirono un supporto chiave alle forze alleate all'inizio del 1944 e durante la liberazione del paese.

## Condizioni
I Paesi Bassi caddero sotto la spinta militare tedesca nei primi cinque giorni dall'inizio dell'invasione il 10 maggio 1940. La regina Guglielmina, la famiglia reale e un nucleo di circa 5.000 funzionari governativi e militari si rifugiarono nel Regno Unito.
I nazisti consideravano gli olandesi come loro fratelli ariani e furono meno spietati nei Paesi Bassi rispetto ad altre nazioni occupate, almeno all'inizio. La conformazione del territorio, la mancanza di foreste e montagne e la densità di popolazione resero difficile nascondere ogni attività illecita; inoltre era completamente circondata da territorio controllato dai tedeschi, senza alcuna via di fuga. Il coinvolgimento nella resistenza significava l'immediata esecuzione.
Quasi tutti gli olandesi accettarono l'occupazione nel periodo iniziale. Come in Germania, molti resistenti venivano dalle formazioni politiche socialdemocratiche, comuniste e cattoliche. Alcuni olandesi, invece, furono zelanti collaborazionisti.
Subito dopo l'occupazione, i nazisti installarono un governo controllato direttamente dalla Germania, deportarono la popolazione ebraica nei campi di concentramento, razionarono il cibo e ritirarono le tessere di razionamento in caso di punizione. I nazisti inoltre imposero che ogni adulto compreso tra i 18 e i 45 anni andasse a lavorare nelle fabbriche tedesche o nei lavori pubblici. Nei cinque anni seguenti, con il peggiorare delle condizioni, la resistenza divenne sempre più forte e organizzata.

## Attività
Il 25 febbraio 1941 il Partito Comunista dei Paesi Bassi (Communistische Partij Nederland o CPN) proclamò uno sciopero generale, noto poi come lo sciopero di febbraio, in risposta alla deportazione della popolazione ebraica di Amsterdam nei campi di concentramento. Questo sciopero fu rapidamente represso ma fu uno straordinario atto di coraggio anti-nazista.
Fu inoltre atipico in quanto la resistenza olandese era molto nascosta. La resistenza nei Paesi Bassi, infatti, prese le dimensioni da piccola scala, con cellule decentralizzate impegnate in attività indipendenti. Alcuni piccoli gruppi non avevano alcun collegamento con gli altri. Questi gruppi producevano tessere annonarie false e moneta contraffatta, raccoglievano informazioni, pubblicavano giornali clandestini, sabotavano linee telefoniche e ferroviarie, preparavano mappe e distribuivano cibo e altre cose.
Una delle attività più rischiose fu nascondere e proteggere rifugiati e nemici del regime nazista, famiglie ebraiche come quella di Anna Frank, agenti clandestini, olandesi in età di leva militare e altri. Collettivamente queste persone furono note come onderduikers ("sommozzatori"). Più tardi, nel corso della guerra, questo sistema fu usato per proteggere i piloti alleati abbattuti. Alcuni medici della resistenza a Heerlen riuscirono a nascondere ai tedeschi un intero piano dell'ospedale.
Nel febbraio 1943, due agenti di una cellula della resistenza olandese, la cellula "CS-6" (sigla del loro indirizzo, Corellistraat 6, ad Amsterdam) suonarono al campanello di casa del settantenne tenente generale in pensione Hendrik A. Seyffardt all'Aia. Dopo essersi assicurati della sua identità, gli spararono due colpi in pancia. Morì il giorno dopo. Questa uccisione di un ufficiale causò una crudele rappresaglia da parte del generale delle SS Hanns Albin Rauter, l'uccisione di 50 ostaggi olandesi e una serie di incursioni delle università olandesi. In risposta, la resistenza alla fine tese un'imboscata alla macchina di Rauter il 6 marzo del 1945, che in cambio portò all'uccisione di De Woeste Hoeve, dove 117 uomini furono radunati e giustiziati sul luogo dell'imboscata, mentre altri 147 prigionieri della Gestapo vennero giustiziati altrove. Un crimine di guerra simile era avvenuto il 1 e 2 ottobre del 1944 nel villaggio di Putten, per rappresaglia alle attività della resistenza.
Il 6 marzo 1945, a Woeste Hoeve, nei pressi di Apeldoorn, un gruppo di partigiani, avendo la necessità di un mezzo di trasporto, scambiando per un camion il sidecar sulla quale viaggiava Hanns Albin Rauter, comandante delle SS nei Paesi Bassi, tesero un agguato. I partigiani non rendendosi conto che il passeggero era proprio Rauter, accompagnato dal suo luogotenente Exner e dall'autista e credendo tutti morti, lasciarono i corpi sul luogo e se ne andarono. Rauter, invece, pur gravemente ferito sopravvisse all'agguato. Due giorni dopo nella stessa località, per rappresaglia, furono radunati e uccisi 117 prigionieri. La rappresaglia fu estesa al resto del paese con 53 esecuzioni ad Amsterdam, 6 ad Utrecht, 38 a L'Aia e 49 ad Amersfoort. Questa è passata alla storia la più grande esecuzione di massa nei Paesi Bassi durante la Seconda Guerra Mondiale.
La carestia dell'inverno 1944-1945, protrattasi fino alla primavera del 1945, influì negativamente sulle operazioni della resistenza, ma significò anche il definitivo cementarsi di un forte sentimento anti-nazista nel nord. Infatti, malgrado le forze tedesche garantissero agli informatori cibo e denaro in una situazione di fame e povertà generalizzata (la carestia nei Paesi Bassi fu, dopo quelle di Leningrado e di alcune zone dei Balcani meridionali, la peggiore vicenda di fame per civili europei non rinchiusi nei campi della Seconda Guerra Mondiale) pochissimi si presentarono, ed anzi il numero, già in diminuzione, delle segnalazioni alla polizia tedesca, crollò, rendendo difficoltosa l'attività di controspionaggio e di contro-guerriglia per gli occupanti.
In quel momento, però, molti gruppi della resistenza erano troppo impegnati a cercare di non morire di fame per poter attuare operazioni spettacolari o particolarmente incisive di sabotaggio e insurrezione.

## Organizzazione
Solo un mese dopo l'invasione, un certo numero di membri del Partito Comunista, compreso Henk Sneevliet, formarono il Fronte Marx-Lenin-Luxemburg, una grossa forza dietro lo Sciopero di Febbraio. L'intera sua dirigenza venne catturata e giustiziata nell'aprile del 1942.
Secondo lo storico della CIA Stewart Bentley, a partire dalla metà del 1944 ci furono quattro importanti organizzazioni della resistenza nei Paesi Bassi, completamente indipendenti l'una dall'altra:
- la LO (Landelijke Organisatie voor Hulp aan Onderduikers, od Organizzazione Nazionale per l'aiuto alle persone nascoste), che aiutava i perseguitati (ad es. gli ebrei, ma non solo loro) ad occultarsi.
- la KP o LKP (Landelijke Knokploegen, o Gruppo d'Assalto), con 550 membri, che conduceva azioni di sabotaggio e assassinii occasionali
- la RVV (Raad van Verzet, o Consiglio di Resistenza), impegnata sia in sabotaggi che nella protezione dei onkerduikers
- e la OD (Ordedienst, od Ordine di Servizio), un gruppo che preparava il ritorno del governo in esilio dei Paesi Bassi, e il suo sottogruppo il GDN (Servizio Segreto dei Paesi Bassi) che era il braccio informativo dell'OD

In aggiunta a questi gruppi l'organizzazione finanziaria Nationaal Steun Fonds (NSF) raccoglieva denaro dal governo in esilio per finanziare le operazioni del LO e del KP. La principale figura del NSF fu il banchiere Walraven van Hall, le cui attività vennero scoperte dai nazisti, che lo fucilarono all'età di 39 anni.
La resistenza comunista fu una delle prime ad organizzarsi, ma entro l'inverno 1942-1943 subì perdite pesanti a tutti i livelli (fucilazioni, deportazioni, prigionia), perdendo autonomia ed importanza, e legandosi ad altri gruppi.

## Dopo la Normandia
Con lo Sbarco in Normandia nel giugno 1944, la popolazione civile olandese fu sottoposta ad una crescente pressione da parte di infiltrazioni alleate e dal bisogno di informazioni, dal rafforzamento delle difese militari tedesche, dall'instabilità della posizione tedesca e dai combattimenti attivi.
Parti dei Paesi Bassi furono liberate dallo sforzo degli Alleati per arrivare alla Linea Sigfrido; il porto di Anversa fu liberato il 4 settembre 1944. Il disastro dell'Operazione Market Garden a metà settembre, un tentativo di assicurarsi otto ponti e linee di trasporto intorno ad Arnhem, fu dovuto in parte al fatto che le forze britanniche si rifiutarono di prendere in considerazione le informazioni fornite loro dalla resistenza olandese riguardanti la consistenza delle truppe tedesche. Ritenevano, infatti, che tali informazioni fossero state compromesse.
Mentre il sud veniva liberato, Amsterdam e il resto del nord rimanevano sotto il controllo nazista fino a che il loro comando non si arrese il 5 maggio 1945. Durante questi otto mesi le forze alleate si tennero a distanza per timore di pesanti perdite civili e nella speranza di un rapido collasso del governo tedesco. Quando il governo dei Paesi Bassi in esilio chiese alla resistenza di organizzare e attuare uno sciopero nazionale delle ferrovie, i nazisti bloccarono i trasporti di vettovaglie verso i Paesi Bassi occidentali e ciò provocò una carestia durante l'inverno del 1944.
Circa 374 combattenti della resistenza olandese sono sepolti nel Campo d'Onore sulle dune attorno a Bloemendaal.

## Personaggi della resistenza olandese
- Willem Arondéus
- Wilhelmina Asbeek-Brusse
- Caecilia Loots
- Johannes Post, uno dei capi della resistenza, e suo fratello Marinus Post
- Bernardus IJzerdraat
- Allard Oosterhuis
- Erik Hazelhoff Roelfzema
- Hannie Schaft, "la ragazza dai capelli rossi", studentessa e corriere, fucilata a 24 anni, un mese prima che la guerra finisse
- Simon Schoon
- Pierre Schunck della resistenza di Valkenburg
- Fedde Schurer
- Cornelis Pieter van den Hoek
- Gerrit van der Veen
- Jan Gies
- Audrey Hepburn

## Filmografia
- Amsterdam, operazione diamanti (Operation Amsterdam), regia di Michael McCarthy (1959)
- Soldato d'Orange (Soldaat van Oranje), regia di Paul Verhoeven (1977)
- Black Book (Zwartboek), regia di Paul Verhoeven (2006)
- Il banchiere della resistenza (Bankier van het Verzet), regia di Joram Lürsen (2018)